# Itaipava Arena Fonte Nova
Itaipava Arena Fonte Nova, pe numele oficial Complexo Esportivo Cultural Professor Octávio Mangabeira, este un stadion de fotbal din Salvador, Bahia, Brazilia. Stadionul are o capacitate de 55.000 de locuri și a fost re-construit în locul vechiului Estádio Fonte Nova, special pentru Campionatul Mondial de Fotbal 2014.
Stadionul a fost inauguratat pe 7 aprilie 2013, printr-un meci din Campeonato Baiano în care Vitória a învins-o pe Bahia cu 5-1. Primul gol marcat pe stadion a fost cel al fotbalistului Vitóriei Renato Cajá.
Pe 27 mai 2013 o secțiune a acoperișului s-a prăbușit după ploaie puternică.
Stadionul va de asemenea una din arenele gazdă pentru competiția de fotbal de la Jocurile Olimpice de vară din 2016.

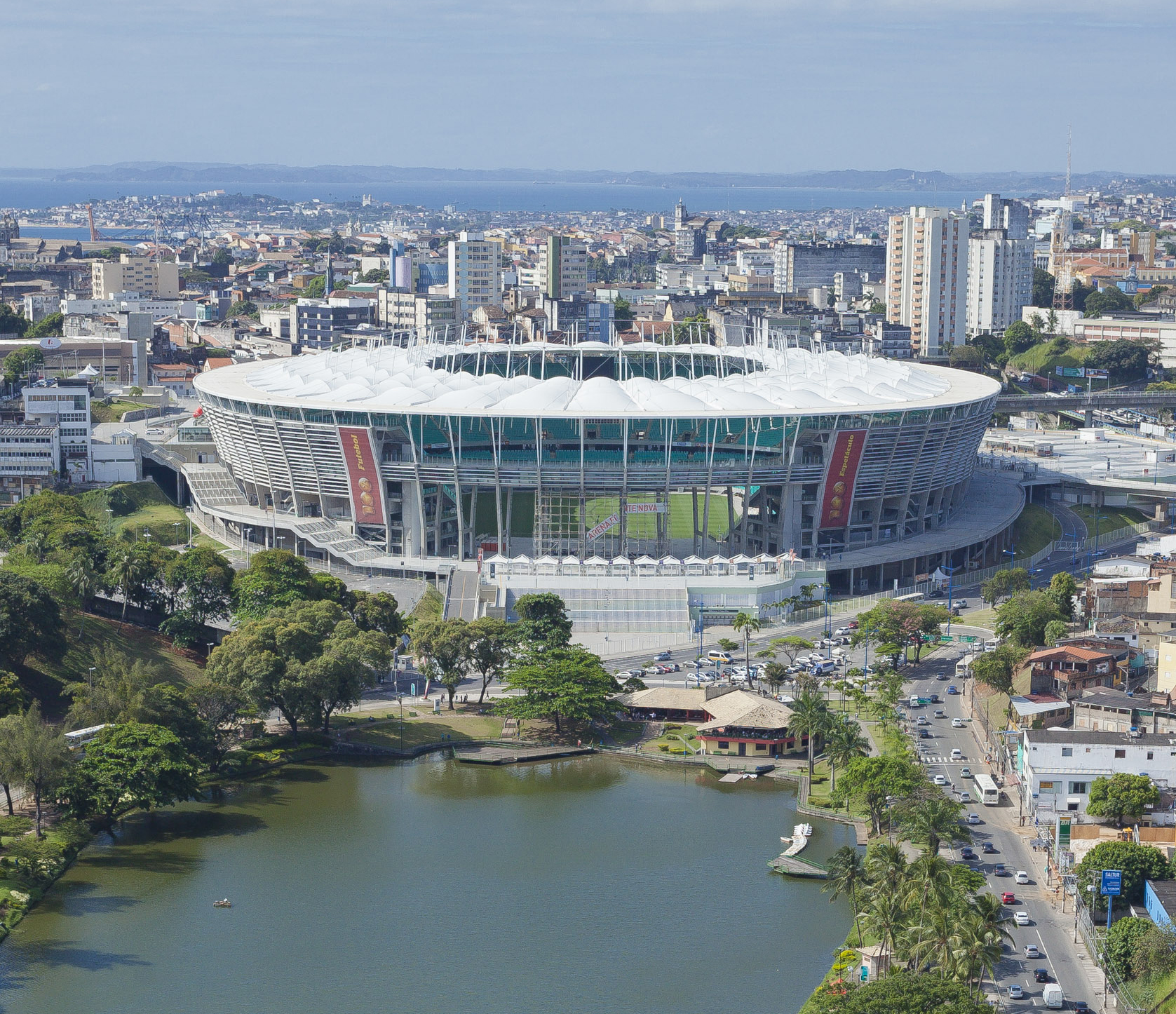
Itaipava Arena Fonte Nova

## Meciuri

### Cupa Confederațiilor FIFA 2013
| Data          | Ora (UTC-3) | Echipa #1 | Rezultat        | Echipa #2 | Runda       | Spectatori |
| ------------- | ----------- | --------- | --------------- | --------- | ----------- | ---------- |
| 20 iunie 2013 | 19:00       | Nigeria   | 1-2             | Uruguay   | Grupa B     | 26,769     |
| 22 iunie 2013 | 16:00       | Italia    | 2–4             | Brazilia  | Grupa A     | 48,874     |
| 30 iunie 2013 | 13:00       | Uruguay   | 2–2 (pen.: 2–3) | Italia    | Finala mică | 43,382     |

### Campionatul Mondial de Fotbal 2014
| Data          | Ora (UTC-3) | Echipa #1             | Rezultat               | Echipa #2                  | Runda              | Spectatori |
| ------------- | ----------- | --------------------- | ---------------------- | -------------------------- | ------------------ | ---------- |
| 13 iunie 2014 | 16:00       | Spania                | 1–5                    | Țările de Jos              | Grupa B            | 48,173     |
| 16 iunie 2014 | 13:00       | Germania              | 4–0                    | Portugalia                 | Grupa G            | 51,081     |
| 20 iunie 2014 | 16:00       | Elveția               | 2–5                    | Franța                     | Grupa E            | 51,003     |
| 25 iunie 2014 | 13:00       | Bosnia și Herțegovina | 3–1                    | Iran                       | Grupa F            | 48,011     |
| 1 iulie 2014  | 17:00       | Belgia                | 2–1 (d.p.)             | Statele Unite ale Americii | Optimi de finală   | 51,227     |
| 5 iulie 2014  | 17:00       | Țările de Jos         | 0–0 (d.p.) (pen.: 4–3) | Costa Rica                 | Sferturi de finală | 51,179     |